# شهرداری لاوتم
شهرداری لاوتم (به لاتین: Lautém Municipality) یک منطقهٔ مسکونی در تیمور شرقی است که در تیمور شرقی واقع شده‌است. شهرداری لاوتم ۱٬۸۱۳ کیلومتر مربع مساحت دارد.